# Hermann Eberhard

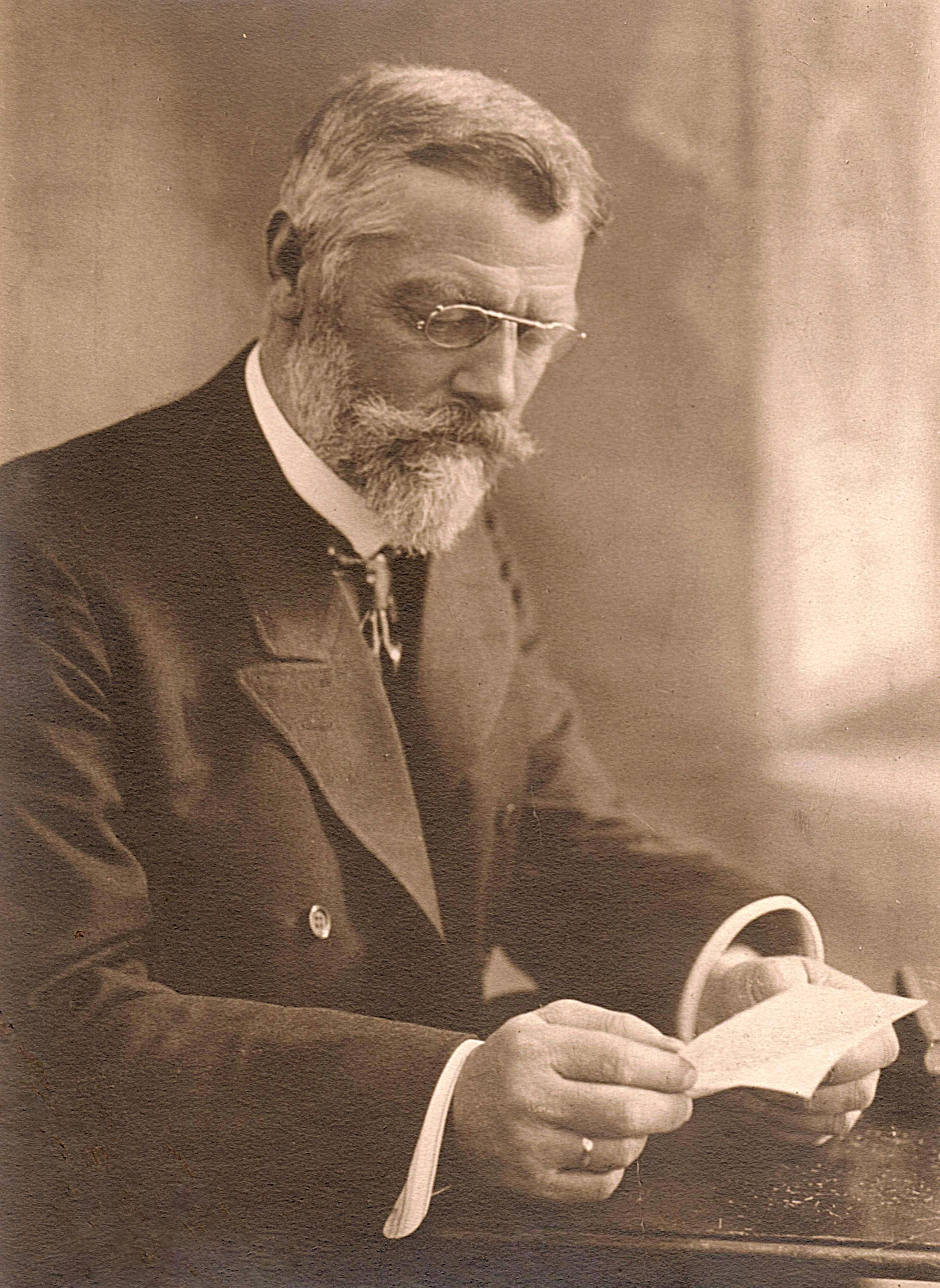
Kapitän Hermann Eberhard

Hermann Eberhard (* 27. Februar 1852 in Ohlau, Schlesien; † 30. Mai 1908) war ein deutscher Kapitän und Unternehmer. Er gilt als Entdecker und Gründer der ersten Siedlungen in West-Patagonien.

## Leben
Hermann Eberhard ging 1869 zur Handelsmarine. Als Kapitän arbeitete er später für die Reederei Kosmos, in deren Auftrag er zu den Falklandinseln reiste. 1887 verließ er die Reederei, um  Möglichkeiten einer Ansiedlung in West-Patagonien zu prüfen. Er pachtete 40.000 Hektar Land von der argentinischen Regierung.
Im Mai 1892 begann seine Expedition an der Südostküste Chiles. Schließlich siedelte er sich im August des gleichen Jahres bei Puerto Consuelo in der Provinz Última Esperanza an und gründete eine große Schafzucht. 1894 erhielt er vom Gouverneur General Edelmiro Mayer weitere 20.000 Hektar Land bei Río Turbio.
1895 fand er in der Mylodonhöhle bei Puerto Natales die Reste eines vor 10.000 Jahren ausgestorbenen Riesenfaultiers. Da er auch Fellreste fand, war die Entdeckung eine wissenschaftliche Sensation. Die Höhle ist heute ein Touristenmagnet am Nationalpark Torres del Paine.
1899 wurde er zum deutschen Konsul in Río Gallegos ernannt; diesen Posten füllte er bis 1904 aus.
Am 17. August 1904 wurde ein Gesetz zur Neuverteilung des Landes erlassen, das die Besitzungen der ersten Siedler zerschlagen sollte. Die Ländereien waren damals in Besitz von nur 30 Familien, meist Ausländern. Sie umfassten 3.620 km². Der Winter 1904 war mit bis zu −31 °C extrem kalt; die Siedler verloren fast ihren gesamten Schafbestand. 1905 reiste Eberhard nach Santiago de Chile, um die Landfragen zu klären, aber seine Reise war erfolglos.
Zu seinen Ehren wurde ein Fjord benannt, der Eberhard-Fjord (Fjordo Eberhard). Hermann Eberhard gilt in Chile als eine der wichtigsten Persönlichkeiten bei der Besiedlung der Región de Magallanes y de la Antártica Chilena.